# Terry Pluto
Terry Pluto, né en 1955, est un écrivain sportif américain spécialisé dans le baseball et le basket-ball. Journaliste sportif originaire de Cleveland, il travaille notamment pour le grand quotidien local de cette ville, The Plain Dealer.
Auteur d'une vingtaine d'ouvrages, il remporte huit fois le titre de meilleur écrivain sportif de l'Ohio et est nommé deux fois au Prix Pulitzer.
Lors de son passage dans le journal Akron Beacon Journal, il s'intéresse aux questions religieuses et publie quelques ouvrages sur ce thème.

### Sports
- The Greatest Summer: The Remarkable Story of Jim Bouton's Comeback to MLB, (1979)
- Earl of Baltimore, (1982)  (ISBN 0-8329-0125-3)
- A Baseball Winter: The Off-Season Life of the Summer Game, (1986)  (ISBN 0-02-597760-1)
- Forty-Eight Minutes: A Night in the Life of the NBA, (coécrit avec Bob Ryan, 1989)  (ISBN 0-02-597770-9)
- Bull Session: An Up-Close Look at Michael Jordan and Courtside Stories About the Chicago Bulls, (coécrit avec Johnny 'Red' Kerr, 1989)  (ISBN 0-929387-01-5)
- Loose Balls: The Short, Wild Life of the American Basketball Association, (1990)  (ISBN 0-671-74921-8)
- Tall Tales: Glory Years of the NBA..., (1992)  (ISBN 0-8032-8766-6)
- The Curse of Rocky Colavito: A Loving Look at a Thirty-Year Slump, (rééd., 1995)  (ISBN 0-684-80415-8)
- Burying the Curse: How the Indians Became the Best Team in Baseball, (1995)  (ISBN 0-9649902-3-7)
- Falling From Grace, (1995)  (ISBN 0-684-80766-1)
- When All the World Was Browns Town, (1997)  (ISBN 0-684-82246-6)
- Our Tribe : A Baseball Memoir, (1999)  (ISBN 0-684-84505-9)
- Unguarded : My Forty Years Surviving in the NBA, (coécrit avec Lenny Wilkens, 2001)  (ISBN 0-684-87374-5)
- The View from Pluto: Collected Sportswriting About Northeast Ohio, (2002)  (ISBN 1-886228-62-0)
- Weaver on Strategy: Classic Work on Art of Managing a Baseball Team, (coécrit avec Earl Weaver, 2002)  (ISBN 1-57488-424-7)
- False Start: How The New Browns Were Set Up To Fail, (2004)  (ISBN 1-886228-88-4)
- Dealing: The Cleveland Indians' New Ballgame: Inside the Front Office and the Process of Rebuilding a Contender (2006)  (ISBN 1-59851-022-3)
- The Franchise: Lebron James and the Remaking of the Cleveland Cavaliers, (coécrit avec Brian Windhorst, (2007)  (ISBN 1-59851-028-2)

### Religion
- Everyday Faith, (2004)  (ISBN 1-886228-81-7)
- Faith And You: Making Faith Work in Everyday Life, (2005)  (ISBN 1-59851-015-0)
- Champions for Life: The Healing Power of a Father's Blessing, (coécrit avec Bill Glass, 2005)  (ISBN 0-7573-0250-5)